# 巴拉馬
13°20′55″S 38°34′11″E / 13.34861°S 38.56972°E
巴拉馬（Balama），是莫桑比克的城鎮，位於該國北部，由德爾加杜角省負責管轄，是巴拉馬區的首府，該城鎮受熱帶乾濕季氣候所影響。